# Necrophagia
Necrophagia fue una banda de death metal fundada en 1983, siendo una de las primeras en su género. Su idea era sonar como Regan de El exorcista, o mucho peor.
El nacimiento de Necrophagia comienza con la inspiración de Killjoy y con su obsesión en el horror y con sus influencias musicales como lo fueron Venom y después Hellhammer.

## Últimos miembros
Actualmente los integrantes son:
- Killjoy (vocales)
- Undead Torment (guitarra)
- Iscariah (bajo)
- Fug (guitarra)
- Opal Enthroned (teclados)
- Titta Tani (batería)

## Discografía
- Death is Fun 	Demo, 1984
- Autopsy on the Living Dead 	Demo, 1985
- Rise from the Crypt 	Demo, 1985
- Power Through Darkness 	Demo, 1986
- Nightmare Continues 	Demo, 1986
- Season of the Dead 	Full-length, 1987
- Death Is Fun 	Best of/Compilation, 1995
- Holocausto De La Morte 	Full-length, 1998
- Through Eyes of the Dead 	Video/VHS, 1999
- Black Blood Vomitorium 	EP, 2000
- Legacy of Horror, Gore and Sickness 	Best of/Compilation, 2000
- Reverse Voices of the Dead 	Split, 2001
- Cannibal Holocaust 	EP, 2001
- Kindred of a Dying Kind / Young Burial 	Split, 2003
- The Divine Art of Torture 	Full-length, 2003
- Goblins Be Thine 	EP, 2004
- Nightmare Scenarios 	DVD, 2004
- Draped In Treachery 	Split, 2005
- Harvest Ritual Volume I 	Full-length, 2005
- Necrotorture/Sickcess 	DVD, 2005
- Slit Wrists and Casket Rot 	Live album, 2006
- 1983~1987 / 1994~1998 	Boxed set, 2007

- Datos: Q1752695
- Multimedia: Necrophagia / Q1752695